# Cheilinus
Cheilinus là một chi cá biển thuộc họ Cá bàng chài. Các loài trong chi này được phân bố ở Ấn Độ Dương và Thái Bình Dương, riêng C. undulatus có phạm vi rộng nhất (từ Biển Đỏ trải dài khắp khu vực Ấn Độ Dương-Thái Bình Dương).

## Từ nguyên
Từ cheilinus được ghép bởi hai âm tiết trong tiếng Hy Lạp cổ đại, kheîlos (χεῖλος; "môi") và hậu tố înos (ινος; "liên quan đến"), hàm ý có lẽ đề cập đến phần môi trên có thể căng rộng ở C. trilobatus.

## Các loài
Có 8 loài được công nhận trong chi này:
- Cheilinus abudjubbe Rüppell, 1835
- Cheilinus chlorourus (Bloch, 1791)
- Cheilinus fasciatus (Bloch, 1791)
- Cheilinus lunulatus (Forsskål, 1775)
- Cheilinus oxycephalus Bleeker, 1853
- Cheilinus quinquecinctus Rüppell, 1835[6]
- Cheilinus trilobatus Lacépède, 1801
- Cheilinus undulatus Rüppell, 1835

## Hình thái và sinh thái học

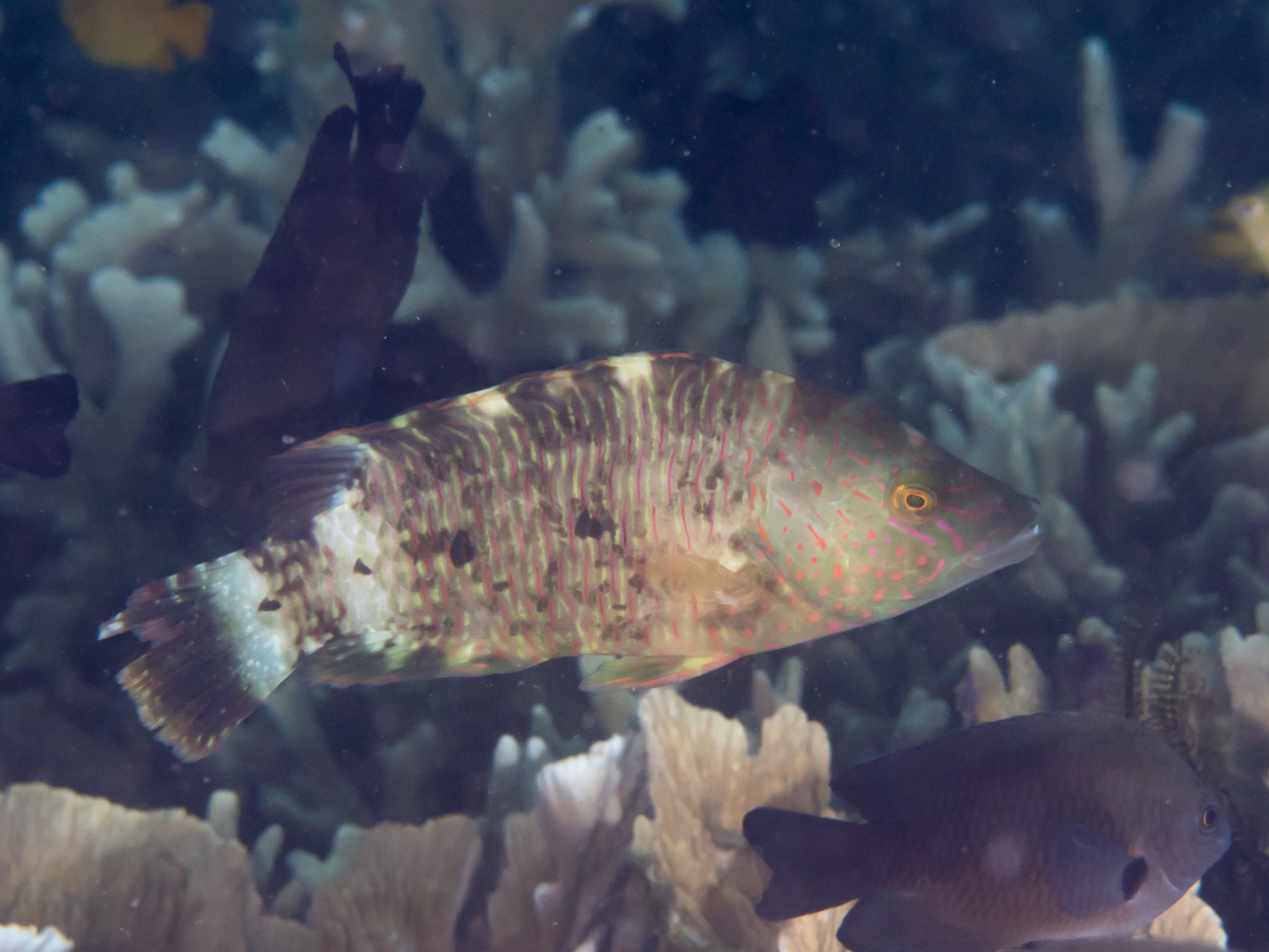
C. trilobatus

C. undulatus là loài có kích thước lớn nhất trong họ Cá bàng chài, với chiều dài lớn nhất được biết đến là 250 cm và nặng khoảng 191 kg.
Thức ăn của Cheilinus là các loài thủy sinh không xương sống có vỏ cứng, bao gồm động vật thân mềm, động vật giáp xác và cầu gai, có thể bao gồm cá nhỏ ở một số loài.
Cheilinus bao gồm những loài lưỡng tính tiền nữ, tức cá đực trưởng thành đều phải trải qua giai đoạn là cá cái, một đặc điểm chung của hầu hết các loài cá bàng chài.